# Montignac-Charente
Montignac-Charente är en kommun i departementet Charente i regionen Nouvelle-Aquitaine i västra Frankrike. Kommunen ligger  i kantonen Saint-Amant-de-Boixe som ligger i arrondissementet Angoulême. År 2022 hade Montignac-Charente 699 invånare.

## Befolkningsutveckling
Antalet invånare i kommunen Montignac-Charente
Referens:INSEE